# Tupanatinga
Tupanatinga este un oraș în Pernambuco (PE), Brazilia.